# Џ
Џ, џ (Dje, AFI /ʤə/) é uma letra do alfabeto cirílico, introduzido pelas reformas de Vuk Karadžić, utilizado no sérvio, servo-croata e no macedônio para representar uma africada palatoalveolar sonora, /ʤ/ (como o Dj em "adjetivo", porém mais enfático). Corresponde aos dígrafos дж ou чж, ou às letras җ (Jye), ҷ, ou ӂ de outros alfabetos com base no cirílico.
O nome dje é uma denominação provisória, já que as letras sérvias não têm nomes. Por vezes o nome djerv (džerv) é utilizada, seguindo o padrão antigo que chamava o Ч (tche) de tcherv e o Ћ de djerv ou gjerv. Nas versões do servo-croata que utilizam o alfabeto latino, costuma ser transliterado por meio do dígrafo /dž/ e, como os dígrafos /lj/ e /nj/, são considerados como uma letra à parte em dicionários e enciclopédias.
Algumas fontes acreditam que a origem da letra estaria na letra homônima do alfabeto cirílico romeno, do século XV. Os escribas sérvios teriam começado a utilizá-la no século XVII.